# Risoluzioni del Consiglio di sicurezza delle Nazioni Unite
Una risoluzione del Consiglio di sicurezza della Nazioni Unite è una risoluzione votata dai quindici membri del Consiglio di sicurezza, l'organo cui è conferita "la responsabilità principale del mantenimento della pace e della sicurezza internazionale". Una risoluzione è approvata se è votata da nove o più membri e se non è stato posto il veto da nessun membro permanente del consiglio di sicurezza come stabilito dall'articolo 27 dello statuto delle Nazioni Unite.
Al 29 luglio 2025 il consiglio ha adottato 2789 risoluzioni.

Sono membri permanenti i seguenti paesi:
- Repubblica Popolare Cinese (che ha sostituito la Repubblica di Cina  nel 1971)
- Francia
- Russia  (che ha sostituito l'Unione Sovietica  nel 1991)
- Regno Unito
- Stati Uniti d'America

## Termini e validità delle risoluzioni
Il termine "risoluzione" non è presente nello statuto delle Nazioni Unite, il quale preferisce riferirsi agli atti normativi pertinenti come "decisioni" o "raccomandazioni". Questi ultimi termini denotano l'adozione di risoluzioni senza delineare esplicitamente il metodo da seguire.
L'opinione consultiva della Corte Internazionale di Giustizia (ICJ), invocata nel caso "Riparazioni" del 1949 ha rivelato che l'Organizzazione delle Nazioni Unite possiede competenze sia esplicite che implicite. Facendo riferimento agli articoli 104 e 25 della Carta, la Corte ha asserito che gli Stati membri hanno conferito all'Organizzazione l'autorità legale necessaria per svolgere le sue funzioni e perseguire i suoi obiettivi. Inoltre questi hanno convenuto di fornire ogni assistenza possibile alle Nazioni Unite in ogni azione intrapresa in conformità con la Carta.
L'articolo 25 della Carta delle Nazioni Unite stabilisce che "I membri delle Nazioni Unite si impegnano ad accettare e attuare le decisioni del Consiglio di Sicurezza in conformità con la presente Carta".
L'articolo 24 che stabilisce il compito principale del consiglio nel mantenimento della pace a livello internazionale è spesso interpretato come una fonte di autorità che può essere utilizzata per affrontare situazioni non coperte dalle disposizioni più dettagliate degli articoli successivi. 
Nell'esercitare i suoi poteri, il Consiglio di Sicurezza raramente si preoccupa di citare l'articolo o gli articoli specifici della Carta delle Nazioni Unite sui quali si basano le sue decisioni. 
Se il Consiglio di Sicurezza non riesce a raggiungere un consenso o un voto favorevole su una risoluzione, può scegliere di produrre una dichiarazione presidenziale non vincolante al posto di una Risoluzione. Queste sono adottate per consenso e sono intese ad applicare pressione politica - un avvertimento che il Consiglio sta prestando attenzione e che ulteriori azioni potrebbero seguire.
Le dichiarazioni stampa accompagnano tipicamente sia le risoluzioni che le dichiarazioni presidenziali, riportando il testo del documento adottato dall'organo e anche del testo esplicativo. Possono anche essere rilasciate indipendentemente, dopo un incontro significativo.